# Walter Franz Uhsadel
Walter Franz Uhsadel (* 28. Juni 1900 in Danzig; † 9. Juni 1985 in Hamburg) war ein deutscher Religionspädagoge und Professor für Praktische Theologie.

## Leben

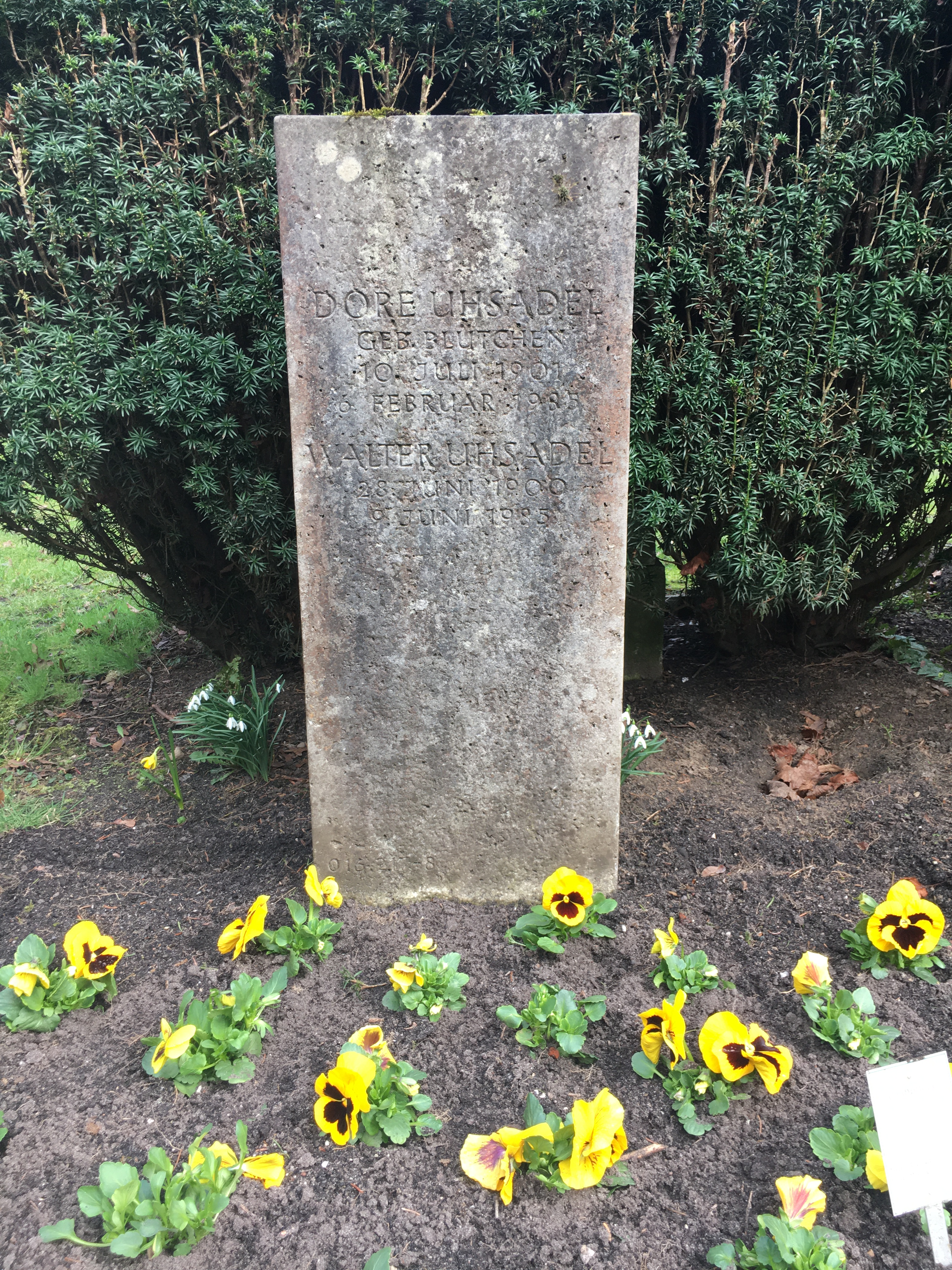
Grabstätte auf dem Friedhof Ohlsdorf

Als Gemeindepastor in Hamburg war er Konfirmator des späteren Bundeskanzlers Helmut Schmidt.
1938 besuchte Uhsadel in Küsnacht bei Zürich den Psychiater Carl Gustav Jung (1875–1961). Uhsadel betonte die intensive Verbindung theologischer Fragen mit der Tiefenpsychologie Jungs.
Er unterrichtete in den 1950er Jahren als Dozent am Diakonenseminar des Rauhen Hauses in Hamburg das Fach Psychologie, wobei er besonders die Bedeutung C. G. Jungs und seine Lehre über die Archetypen im kollektiven Unbewussten hervorhob.  Von 1956 bis 1965 war er ordentlicher Professor für Praktische Theologie an der Eberhard Karls Universität Tübingen.
Seit 1934 war Uhsadel Mitglied der Evangelischen Michaelsbruderschaft. Von 1961 bis 1972 war er Mitglied des Beirats der Friedrich-Naumann-Stiftung.
Unter beratender Mitwirkung von Ralf Dahrendorf, Hans Scheuerl, Walter Schulte und Rudolf Sieverts gab er im Heidelberger Verlag Quelle & Meyer die Buchreihe Beiträge zur Praktischen Theologie heraus. Als fünfter Band der Reihe erschien die bei Uhsadel angefertigte Dissertation von Hartmut Jetter, die Theologische und pädagogische Grundfragen zu Luthers Kleinem Katechismus in der Gegenwart behandelte.
Seine letzte Ruhestätte erhielt Walter Uhsadel auf dem Friedhof Ohlsdorf. Sie liegt im Planquadrat O 16 im Bereich der Einmündung der Ringstraße in die Cordesallee.

## Werke (Auswahl)
Als Standardwerk gilt das bereits in der 7. Auflage erschienene Kleines Begriffslexikon biblisch-theologischer Grundbegriffe, Neukirchen-Vluyn, Christliche Verl.-Anst., 1995, ISBN 3-7615-5001-4.
- Die Kirche im Erziehungswerk. Die reformpädagogischen Schulversuche in ihrem Verhältnis zur Kirche. Stauda, Kassel 1939.
- Der Mensch und die Mächte des Unbewussten. Studien zur Begegnung von Psychotherapie und Seelsorge. Stauda, Kassel 1954.
- Evangelische Erziehungs- und Unterrichtslehre. Quelle & Meyer, Heidelberg 1954 (2. Aufl. 1961).
- Praktische Theologie. Drei Bände. Quelle & Meyer, Heidelberg 1954–1966.
- Die gottesdienstliche Predigt. Evangelische Predigtlehre, Quelle & Meyer, Heidelberg 1963.